# Lermontowo (Kaliningrad, Bagrationowsk)
Lermontowo (russisch Лермонтово, deutsch Wogau mit Boggentin, litauisch Vaigava und Bagotynė) ist der gemeinsame Name zweier Orte in der russischen Oblast Kaliningrad, die zur kommunalen Selbstverwaltungseinheit Stadtkreis Bagrationowsk  im Rajon Bagrationowsk gehören. Die Ortsstelle Boggentin ist verlassen.

## Geographische Lage
Lermontowo liegt am östlichen Ufer des Flüsschens Pasmar (russisch: Maiskoja) und acht Kilometer nordwestlich der Rajonshauptstadt und früheren Kreisstadt Bagrationowsk (Preußisch Eylau). Durch den Ort verläuft eine Nebenstraße, die Bagrationowsk mit Krasnosnamenskoje (Dollstädt) und Slawskoje (Kreuzburg) verbindet und weiter bis zur russischen Fernstraße R 516 (ehemalige Reichsautobahn Berlin–Königsberg „Berlinka“) führt. Eine Bahnanbindung besteht nicht.

## Geschichte

### Bis 1945

#### Lermontowo/Wogau
Der einst Wogau genannte Ortsteil bestand vor 1945 aus einem Gut und einem Sägewerk. Am 7. Mai 1874 wurde Wogau Sitz und namensgebender Ort des Amtsbezirks Wogau, der zum Landkreis Preußisch Eylau im Regierungsbezirk Königsberg der preußischen Provinz Ostpreußen gehörte und bis 1945 bestand. Schon vorher war Wogau mit seinem Ortsteil Boggentin (heute russisch auch: Lermontowo) verbunden.
Im Jahre 1910 zählte der Gutsbezirk Wogau, der erst 1928 in eine Landgemeinde umgewandelt wurde, 269 Einwohner. Ihre Zahl stieg – nach der am 30. September 1928 erfolgten Eingemeindung von Drangsittens (ohne die Exklave Althöfer Wald) – bis 1933 auf 467 und betrug 1939 noch 453.
Infolge des Zweiten Weltkrieges kam Wogau mit dem nördlichen Ostpreußen 1945 zur Sowjetunion und erhielt 1947 die russische Bezeichnung „Lermontowo“.

##### Amtsbezirk Wogau (1874–1945)
Zwischen 1874 und 1945 bestand innerhalb des Landkreises Preußisch Eylau der Amtsbezirk Wogau, der sich anfangs aus fünf Kommunen, später nur noch aus drei Gemeinden zusammensetzte:
| Deutscher Name                           | Russischer Name | Bemerkungen                                                           |
| ---------------------------------------- | --------------- | --------------------------------------------------------------------- |
| Landgemeinde (LG):                       |                 |                                                                       |
| Posmahlen zu Waldkeim Posmahlen zu Wogau | Puschkino       | ab 1881: LG Posmahlen                                                 |
| Gutsbezirke (GB):                        |                 |                                                                       |
| Sophienberg                              | Sewerjanka      | 1928 in die Landgemeinde Posmahlen eingegliedert                      |
| Waldkeim                                 | Walki           | 1928 in die Landgemeinde Pompicken (Amtsbezirk Wackern) eingegliedert |
| Wogau                                    | Lermontowo      | 1928 in eine Landgemeinde umgewandelt                                 |
| ab 7. Sept. 1904: GB Drangsitten         | Awgustowka      | 1928 in die Landgemeinde Wogau eingegliedert                          |
| ab 14. Mai 1930: LG Graventhien          | Awgustowka      |                                                                       |

Aufgrund der Umstrukturierungen bildeten 1945 nur noch die drei Gemeinden Graventhien, Posmahlen und Wogau den Amtsbezirk Wogau.

##### Persönlichkeit des Ortes
- Willibald von Kalckstein (* 1812 in Gauten), ab 1842 Gutsherr auf Wogau, Landrat und Reichstagsabgeordneter, starb in Wogau am 6. Juni 1894

#### Lermontowo/Boggentin
Der ehemals Boggentin Ortsteil Lermontowos bestand vor 1945 aus einem Vorwerk und einer Försterei. Bereits zu Beginn des 15. Jahrhunderts erstmals erwähnt war es zuletzt eine Ortschaft im Gutsbezirk Wogau (russisch auch: Lermontowo) und mit diesem in seiner Geschichte auf Engste verbunden. So gehörte das Dorf zum Amtsbezirk Wogau im Landkreis Preußisch Eylau im Regierungsbezirk Königsberg der preußischen Provinz Ostpreußen.
Wie die „Muttergemeinde“ Wogau kam auch Boggentin 1945 zur Sowjetunion und wurde ebenfalls unter dem Namen „Lermontowo“ erfasst.

## Kirche
Die Bevölkerung Wogaus und auch Boggentins war vor 1945 überwiegend evangelischer Konfession. Beides waren Kirchspielorte von Schmoditten (heute russisch: Rjabinowka), das zum Kirchenkreis Preußisch Eylau (Bagrationowsk) in der Kirchenprovinz Ostpreußen der Kirche der Altpreußischen Union gehörte. Letzter deutscher Geistlicher war Pfarrer Max Kuehnert.
Heute liegt Lermontowo im Einzugsbereich der in den 1990er Jahren neuentstandenen Dorfkirchengemeinde in Gwardeiskoje (Mühlhausen). Sie ist eine Filialgemeinde der Auferstehungskirche in Kaliningrad (Königsberg) und liegt im Bezirk der Propstei Kaliningrad der Evangelisch-lutherischen Kirche Europäisches Russland (ELKER).